# Separator (baterija)
Separator je dio baterijskog članka. Uloga mu je mehaničkog odvajanja elektroda radi dodatnog sprječavanja kratkog spoja. Budući da su elektrode uronjene u elektrolit, radi zadržavanja ionske vodljivosti separator je propustan za elektrolit. Separator i oklop spadaju u nereaktivne komponente baterije. Dodaje masu i obujam članku zbog čega se u praksi može iskoristiti samo dio teorijski dostupne energije. 
Nekad separator služi da se ne bi miješali dva elektrolita ako su kemijski različita sastava da ne bi međureagirali, ali ipak omogućuje protok iona.